# Jussy-le-Chaudrier
Jussy-le-Chaudrier és un municipi francès, situat al departament de Cher i a la regió de Centre – Vall del Loira. L'any 2007 tenia 609 habitants.

## Demografia

### Població
El 2007 la població de fet de Jussy-le-Chaudrier era de 609 persones. Hi havia 246 famílies, de les quals 78 eren unipersonals (39 homes vivint sols i 39 dones vivint soles), 74 parelles sense fills, 74 parelles amb fills i 20 famílies monoparentals amb fills.
La població ha evolucionat segons el següent gràfic:
Habitants censats

### Habitatges
El 2007 hi havia 396 habitatges, 263 eren l'habitatge principal de la família, 109 eren segones residències i 25 estaven desocupats. 393 eren cases i 1 era un apartament. Dels 263 habitatges principals, 227 estaven ocupats pels seus propietaris, 28 estaven llogats i ocupats pels llogaters i 8 estaven cedits a títol gratuït; 5 tenien una cambra, 27 en tenien dues, 74 en tenien tres, 57 en tenien quatre i 100 en tenien cinc o més. 204 habitatges disposaven pel capbaix d'una plaça de pàrquing. A 101 habitatges hi havia un automòbil i a 127 n'hi havia dos o més.

### Piràmide de població
La piràmide de població per edats i sexe el 2009 era:
| Homes | Edats   | Dones |
| ----- | ------- | ----- |
| 0     | 95 o +  | 0     |
| 0     | 90 a 94 | 4     |
| 0     | 85 a 89 | 8     |
| 4     | 80 a 84 | 8     |
| 24    | 75 a 79 | 28    |
| 20    | 70 a 74 | 24    |
| 16    | 65 a 69 | 4     |
| 28    | 60 a 64 | 20    |
| 8     | 55 a 59 | 12    |
| 36    | 50 a 54 | 24    |
| 16    | 45 a 49 | 28    |
| 16    | 40 a 44 | 12    |
| 0     | 35 a 39 | 8     |
| 20    | 30 a 34 | 0     |
| 16    | 25 a 29 | 32    |
| 24    | 20 a 24 | 8     |
| 28    | 15 a 19 | 8     |
| 0     | 10 a 14 | 12    |
| 4     | 5 a 9   | 8     |
| 12    | 0 a 4   | 4     |

## Economia
El 2007 la població en edat de treballar era de 363 persones, 268 eren actives i 95 eren inactives. De les 268 persones actives 250 estaven ocupades (138 homes i 112 dones) i 18 estaven aturades (7 homes i 11 dones). De les 95 persones inactives 37 estaven jubilades, 14 estaven estudiant i 44 estaven classificades com a «altres inactius».

### Ingressos
El 2009 a Jussy-le-Chaudrier hi havia 270 unitats fiscals que integraven 615 persones, la mediana anual d'ingressos fiscals per persona era de 15.649 €.

### Activitats econòmiques
Dels 17 establiments que hi havia el 2007, 1 era d'una empresa de fabricació de material elèctric, 2 d'empreses de fabricació d'altres productes industrials, 4 d'empreses de construcció, 3 d'empreses de comerç i reparació d'automòbils, 1 d'una empresa de transport, 1 d'una empresa d'hostatgeria i restauració, 1 d'una empresa financera, 1 d'una empresa immobiliària, 1 d'una entitat de l'administració pública i 2 d'empreses classificades com a «altres activitats de serveis».
Dels 5 establiments de servei als particulars que hi havia el 2009, 1 era una oficina de correu, 1 paleta, 1 guixaire pintor, 1 lampisteria i 1 restaurant.
L'únic establiment comercial que hi havia el 2009 era una botiga d'electrodomèstics.
L'any 2000 a Jussy-le-Chaudrier hi havia 23 explotacions agrícoles que ocupaven un total de 1.800 hectàrees.

## Equipaments sanitaris i escolars
El 2009 hi havia una escola elemental integrada dins d'un grup escolar amb les comunes properes formant una escola dispersa.

## Poblacions properes
El següent diagrama mostra les poblacions més properes.